# Zakumi

Zakumi (n. Iunie 16, 1994) este mascota oficiala pentru Campionatul Mondial din 2010. Este un leopard cu par verde prezentat pe 22 septembrie 2008. Numele lui vine din "ZA" care este codul ISO 3166-1 alpha-2, iar "kumi" care inseamna zece in multe limbi africane. Ziua lui Zakumi coincide cu ziua cunoscuta ca si Ziua Adolescentilor. Galbenul si verdele al caracterului inseamna culorile din costumul Africii de Sud, care pot fi de asemenea vazute la costumurile lor. 
Motto-ul oficial este : "Jocul lui Zakumi este fair-play.", care s-a vazut in digitala reclama din Cupa Confederatiilor 2009 si care v-a mai aparea si in Cupa Mondiala 2010 din Africa de Sud.

## Legături exterene
- FIFA's official webpage on Zakumi Arhivat în 21 aprilie 2018, la Wayback Machine.